# Кутоново
Кутоново (телеут. Торгай) — село в Прокопьевском районе Кемеровской области. Входит в состав Бурлаковского сельского поселения.

## География
Центральная часть населённого пункта расположена на высоте 259 метров над уровнем моря.

## История
Изначально проживали телеуты, которые к началу XX века полностью ассимилировались среди русских. По переписи 1897 года здесь проживало 218 человек, из них 207 телеуты и 11 русских.

## Население
По данным Всероссийской переписи населения 2010 года, в селе Кутоново проживает 223 человека (120 мужчин, 103 женщины).
Национальный состав
По переписи 1897 года основным населением были телеуты.
Согласно результатам переписи 2002 года, в национальной структуре населения русские составляли 94 %.